# George Tallis
Sir George Tallis (* 28. Oktober 1869 in Callan, County Kilkenny, Irland; † 15. August 1948 in Wagga Wagga, New South Wales, Australien) war ein australischer Theaterunternehmer.

## Leben
Tallis arbeitete sechzehnjährig als Lokalreporter für den Kilkenny Moderator. 1886 ging er nach Australien und wurde Bürobote beim „Triumvirat“ James Cassius Williamson, George Musgrove und Arthur Garner. Williamson machte ihn zu seinem Privatsekretär, und bald wurde er Finanzverwalter des Theatre Royal und des Princess Theatre. 1898 heiratete er die Schauspielerin Amelia Young, eine Schwester der Sängerin Florence Young.
Seit 1896 war Tallis auch finanziell an Williamsons Theaterunternehmen beteiligt, und 1904 gründete Williamson mit ihm und Gustave Ramaciotti als Partnern eine neue Gesellschaft. 1910 wurde hieraus die J.C. Williamson Ltd („The Firm“) mit dem neuen Anteilseigner Arthur Wigram Allan. Nach der Übernahme der Anteile Ramacoittis hielt Tallis mehr als 60 % des Unternehmens.
Nach dem Tod Williamsons 1913 wurde Tallis Direktor der Firma und damit eine der mächtigsten Persönlichkeiten des australischen Theaters. Der Erste Weltkrieg brachte erhebliche finanzielle Einbußen für das australische Theater, und 1917 gründeten die australischen Theaterunternehmer die Theatrical Proprietors’ and Managers’ Association (heute  Live Performance Australia), deren erster Präsident – neben den Vizepräsidenten Hugh D. McIntosh und Benjamin Fuller – Tallis wurde.
1922 wurde Tallis für seine Verdienste um das australische Theater und sein wohltätiges Engagement als Knight Bachelor geadelt. Auf dem Höhepunkt seines Erfolges holte er Schauspieler wie Oscar Asche, Marie Burke und Ada Reeve, die Sängerinnen Nellie Melba und Gladys Moncrieff und die Tänzerin Anna Pawlowa nach Australien und brachte amerikanische Musicals und Operetten von Gilbert und Sullivan auf die Bühne. Daneben beteiligte er sich in den 1920er Jahren an den ersten australischen Radiostationen, und 1926 vereinigte er die J. C. Williamson Films Ltd unter Leitung von Francis William Thring mit der Hoyts Pictures Ltd und eröffnete mehr als siebzig Kinos u. a. in Melbourne (1925), Perth (1927), Adelaide und Sydney (1928), Melbourne und Brisbane (1929).
Ende der 1920er Jahre traf Tellis eine Serie von Rückschlägen: die aufwändige Showproduktion Show Boat wurde ein Misserfolg, seine Rundfunksender wurden von ABC übernommen, Her Majesty’s Theatre in Melbourne brannte nieder und das Williamson’s Tivoli ging bankrott. Ab 1931 zog sich Tellis aus gesundheitlichen Gründen für mehrere Jahre aus dem Vorstand seiner Unternehmen zurück. 1937 verkaufte er die Mehrheitsbeteiligung von J. C. Williamson's Inc an den neuseeländischen Unternehmer John McKenzie und setzte sich zur Ruhe.